# 세계정보통신기술국
세계 정보통신기술국(Global Information & Communication Technologies Department, 약칭:GICT)은
세계은행그룹(Worldbank)의 한 부서로, 개발도상국민의 정보통신 접근권 개발 및 촉진의 임무를 당담하고 있다. 이를 위해 국제금융기업(IFC)의 민간 투자, 세계은행의 민간부분 자문 및 금융 전문가, 그리고 세계 기증자 기금 프로그램(infoDEV)을 연합시키고 있다.